# Люляк (планина)
Люляк планина (или Люцкан планина) е планински рид в Западна България, северно разклонение на Ерулска планина, във физикогеографската област Краище, област Перник.
Ридът заема северната част на Ерулска планина и е разположен южно от Трънската котловина. На запад долините на малките реки Мраморска и Лешниковска (от басейна на Ерма) го отделят съответно от Еловишка и Лешниковска планина, а на изток – долината на Велиновска река (ляв приток на Ябланица, десен приток на Ерма) – от планината Стража. На юг, в района на село Ерул чрез седловина висока 1223 м се свързва с останалата част на Ерулска планина.
В тези си граници от запад на изток дължината му е около 7 км, а ширината от север на юг – до 5 км. Най-високата му точка връх Люляк (1323,6 м) е разположен в най-южната му част, на окол 500 м северно от седловината свързваща го с Ерулска планина. Билото му е заравнено и разположено на 1000 – 1200 м. Изграден е от метаморфни и интрузивни скали. Почвите са предимно канелени горски и рендзини. Почти целия рид е обрасъл с широколистна гора. В югоизточната му част, югозападно от село Велиново до края на 70-те години на 20 век се разработва златно-пиритното находище мина „Злата“.
В подножията на рида са разположени 7 села: Бусинци, Велиново, Вукан, Глоговица, Ерул, Милкьовци, Мрамор.
От север на юг, по западното ѝ подножие, между селата Вукан и Мрамор, на протежение от 3 км, преминава участък от третокласен път № 637 Трън – Трекляно – Драговищица.

## Топографска карта
- Лист от карта K-34-46. Мащаб: 1 : 100 000.